# Anne-Louis Girodet-Trioson
Anne-Louis Girodet de Roussy-Trioson (5. ledna 1767, Montargis, Francie – 9. prosince 1824, Paříž, Francie) byl francouzský malíř, jeden z hlavních představitelů klasicismu. Studoval ve škole J.-L. Davida. Roku 1796 se dostal do Itálie, kde jej zaujala hlavně díla Antonia Allegri da Correggio, který ho okouzlil křišťálovou přesností svých aktů. Jacques-Louis David ho příliš v lásce neměl, mezi nimi často vznikaly spory. Girodetův hanlivý obraz slečny Lange vyvolal veřejný skandál.
Ve zralém věku zdědil Girodet velké jmění, přestal malovat a stal se spisovatelem.

## Ocenění
- 1789: Prix de Rome
- 1789: Prix de peinture 'Académie royale de peinture et de sculpture
- 1808: Rytíř Řádu čestné legie
- 1810: Zlatá medaile Pařížského salónu
- 1815: Člen Académie des Beaux-Arts de l'Institut de France

## Výstavy
- Au-delà du maître. Girodet et l'Atelier de David, Montargis, Musée Girodet (20. 9. – 31. 12. 2005), 40 díl
- Girodet 1767-1825, Paříž, Chicago, New York (14. 5. – 27. 8. 2006), Montréal (12. 10. 2006 – 21. 1. 2007)